# Juliano Belletti
Juliano Haus Belletti (Cascavel, 1976. június 20. –) olasz származású brazil labdarúgó,Hátvéd.Korábban játszott középpályásként is, játékáért Ezüstlabdával is díjazták.Pályafutása során megfordult a FC Barcelona és a Chelsea FC csapatában is.Világbajnok,UEFA-bajnokok ligája győztes.

## Pályafutása

### FC Barcelona
A Villarreal-nál töltött sikeres évei után 2004-ben a Barcelonához igazolt, ahol a csapat első számú jobbhátvédje és kulcsjátékosa lett. Az első szezonja után elvesztette biztos helyét a kezdőcsapatban.
Egyetlen Barcelona-beli gólját a 2006-os Bajnokok Ligája döntőjében lőtte 2006. május 17-én, amivel győzött a csapata az angol Arsenal ellen.

### Chelsea
2007. augusztus 23-án a Chelsea hivatalosan is bejelentette, hogy Belletti 3 évre szóló szerződést kötött velük. Első Premier League mérkőzését 2007. augusztus 25-én játszotta a Portsmouth FC ellen; John Obi Mikel cseréjeként lépett pályára a 64. percben. A Chelsea nyerte a meccset 1–0-ra.
Kezdőként az Aston Villa ellen lépett pályára a Villa Park-ban. A Chelsea elveszítette a mérkőzést 2–0-ra. José Mourinho távozása óta folyamatosan helyet kap a kezdőcsapatban.
A Chelsea-ben eddig nagyon gólerős önmagához képest, 18 bajnokin 2 gólt lőtt már, előbb a Wigan ellen idegenben 2007. november 3-án, majd a Tottenham ellen hazai pályán 2008. január 12-én rúgott emlékezetesen nagy gólt. Mindkét mérkőzés 2–0-s Chelsea sikerrel végződött.
A Stoke city ellen 1-0-s állásnál egyenlített végül Lampard góljával meg is nyerték a meccset 2-1-re.

#### A válogatottban
23 mérkőzésen játszott a brazil válogatottban, 2 gólt szerzett.

## Statisztika
Frissítve: 2008. március 21.
| Csapat     | Szezon  | Bajnokság | Bajnokság | FA Kupa | FA Kupa | Ligakupa | Ligakupa | Egyéb | Egyéb | Összesen | Összesen |
| Csapat     | Szezon  | Meccs     | Gól       | Meccs   | Gól     | Meccs    | Gól      | Meccs | Gól   | Meccs    | Gól      |
| ---------- | ------- | --------- | --------- | ------- | ------- | -------- | -------- | ----- | ----- | -------- | -------- |
| Chelsea FC | 2007-08 | 18        | 2         | 2       | 0       | 6        | 0        | 5     | 0     | 31       | 2        |
| Chelsea FC | Össz.   | 18        | 2         | 2       | 0       | 6        | 0        | 5     | 0     | 31       | 2        |
| Összesen   |         | 18        | 2         | 2       | 0       | 6        | 0        | 5     | 0     | 31       | 2        |

## Sikerei, díjai
- Világbajnok – 2002
- Bajnokok Ligája-győztes – 2006
- Spanyol bajnok – 2005, 2006
- Spanyol szuperkupa-győztes – 2006

## Külső hivatkozások
- Juliano Belletti pályafutásának statisztikái a Soccerbase oldalon (angolul)

- Juliano Belletti adatlapja a National-Football-Teams.com oldalon (angolul)

- Belletti profil és statisztikák a FootballDatabase.com-on